# Шекспир, Оливия
Оливия Шекспир (англ. Olivia Shakespear, имя при рождении — Оливия Такер, 17 марта 1863 г. — 3 октября 1938 г.) — британская писательница, драматург и меценат.

## Биография
Оливия была дочерью отставного генерал-адъютанта и имела лишь небольшое формальное образование. Тем не менее, она была хорошо начитана и развила в себе любовь к литературе. В 1885 году она вышла замуж за лондонского адвоката Генри Хоупа Шекспира, а в 1886 году родила своего единственного ребёнка, дочь Дороти. В 1894 году её литературные интересы привели её к дружбе с ирландским англоязычным писателем и драматургом Уильямом Батлером Йейтсом, которые переросли в роман в 1896 году. После их завершения он заявил, что они «были счастливы в течение многих дней», но их отношения закончились в 1897 году. Тем не менее, они остались друзьями на всю жизнь и часто переписывались. Йейтс женился на Джорджи Хайд-Лиз, сводной племяннице Оливии и лучшей подруге Дороти.
Оливия начала устраивать еженедельный салон, который посещался поэтом Эзрой Паундом и другими модернистскими писателями и художниками, в 1909 году и стала влиятельной в лондонском литературном обществе. Дороти Шекспир вышла замуж за Паунда в 1914 году, несмотря на менее чем восторженное благословение родителей. После свадьбы Паунд стал использовать средства, полученные от Оливии, для поддержки Томаса Элиота и Джеймса Джойса. Когда Дороти родила сына, Омара Паунда, во Франции в 1926 году, предполагается, что Оливия взяла мальчика под опеку. Умерла 3 октября 1938 года.

## Творчество
Она написала шесть книг, которые можно охарактеризовать как романы на тему «проблем в браке». Её произведения продавались очень плохо, иногда бывало продано лишь несколько сотен экземпляров романа. Её последний роман, Uncle Hilary (рус. «Дядя Хилари»), считают её лучшим творением. Она также написала две пьесы в соавторстве с Флоренс Фарр.